# Torneio Pré-Olímpico de Voleibol Feminino de 2016 - Europa
O Torneio Pré-Olímpico de Voleibol Feminino de 2016 da Europa foi a competição qualificatória continental de seleções para a disputa dos Jogos Olímpicos de Verão de 2016, realizado entre 4 a 9 de janeiro em Ankara,Turquia, com a participação de oito países, ao final uma seleção classificou-se para a referida olimpíada, qualificação foi conquistada pela Seleção Russa; esta competição ainda promoveu vaga para "repescagem" para as seleções neerlandesa e italiana, segundo e terceiro colocados, respectivamente, ou seja, qualificadas para o Pré-Olímpico Mundial I.

## Seleções participantes
As seguintes seleções foram qualificadas para a disputa do Pré-Olímpico Europeu 2016
| Equipe        | Qualificação               | Posição |
| ------------- | -------------------------- | ------- |
| Turquia       | Representante do país-sede | -       |
| Alemanha      | Ranking CEV (2015)         | 5º      |
| Bélgica       | Ranking CEV (2015)         | 7º      |
| Croácia       | Ranking CEV (2015)         | 9º      |
| Itália        | Ranking CEV (2015)         | 2º      |
| Países Baixos | Ranking CEV (2015)         | 6º      |
| Polônia       | Ranking CEV (2015)         | 8º      |
| Rússia        | Ranking CEV (2015)         | 1º      |

## Primeira fase
- Local: Başkent Volleyball Hall, Ankara

### Grupo A
|     |               |     | Jogos | Jogos | Jogos | Resultados | Resultados | Resultados | Resultados | Resultados | Resultados | Sets | Sets | Sets  | Pontos | Pontos | Pontos |
| Pos | Equipe        | Pts | T     | V     | D     | 3–0        | 3–1        | 3–2        | 2–3        | 1–3        | 0–3        | V    | P    | R     | V      | P      | R      |
| --- | ------------- | --- | ----- | ----- | ----- | ---------- | ---------- | ---------- | ---------- | ---------- | ---------- | ---- | ---- | ----- | ------ | ------ | ------ |
| 1   | Países Baixos | 7   | 3     | 2     | 1     | 2          | 0          | 0          | 1          | 0          | 0          | 8    | 3    | 2.667 | 258    | 215    | 1.200  |
| 2   | Turquia       | 6   | 3     | 2     | 1     | 1          | 1          | 0          | 0          | 0          | 1          | 6    | 4    | 1.500 | 220    | 215    | 1.023  |
| 3   | Alemanha      | 5   | 3     | 2     | 1     | 1          | 0          | 1          | 0          | 1          | 0          | 7    | 5    | 1.400 | 269    | 255    | 1.055  |
| 4   | Croácia       | 0   | 3     | 0     | 3     | 0          | 0          | 0          | 0          | 0          | 3          | 0    | 9    | 0,000 | 163    | 225    | 0.724  |

| Data  | Hora  |                  | Placar |                  | Set 1 | Set 2 | Set 3 | Set 4 | Set 5 | Total   | Relatório |
| ----- | ----- | ---------------- | ------ | ---------------- | ----- | ----- | ----- | ----- | ----- | ------- | --------- |
| 4 jan | 14:00 | Países Baixos    | 2–3    | ' Alemanha'      | 28–26 | 22–25 | 22–25 | 25–20 | 11–15 | 108–111 | 108–111   |
| 4 jan | 19:30 | Croácia          | 0–3    | ' Turquia'       | 18–25 | 22–25 | 17–25 |       |       | 57–75   | 57–75     |
| 5 jan | 19:30 | Alemanha         | 1–3    | ' Turquia'       | 25–27 | 25–23 | 16–25 | 17–25 |       | 83–100  | 83–100    |
| 6 jan | 16:30 | 'Alemanha '      | 3–0    | Croácia          | 25–16 | 25–14 | 25–17 |       |       | 75–47   | 75–47     |
| 6 jan | 19:30 | Turquia          | 0–3    | ' Países Baixos' | 14–25 | 10–25 | 21–25 |       |       | 45–75   | 45–75     |
| 7 jan | 16:30 | 'Países Baixos ' | 3–0    | Croácia          | 25–19 | 25–17 | 25–23 |       |       | 75–59   | 75–59     |

### Grupo B
|     |         |     | Jogos | Jogos | Jogos | Resultados | Resultados | Resultados | Resultados | Resultados | Resultados | Sets | Sets | Sets  | Pontos | Pontos | Pontos |
| Pos | Equipe  | Pts | T     | V     | D     | 3–0        | 3–1        | 3–2        | 2–3        | 1–3        | 0–3        | V    | P    | R     | V      | P      | R      |
| --- | ------- | --- | ----- | ----- | ----- | ---------- | ---------- | ---------- | ---------- | ---------- | ---------- | ---- | ---- | ----- | ------ | ------ | ------ |
| 1   | Rússia  | 8   | 3     | 3     | 0     | 1          | 1          | 1          | 0          | 0          | 0          | 9    | 3    | 3,000 | 275    | 235    | 1.170  |
| 2   | Itália  | 4   | 3     | 2     | 1     | 0          | 0          | 2          | 0          | 1          | 0          | 7    | 7    | 1,000 | 292    | 306    | 0.954  |
| 3   | Bélgica | 4   | 3     | 1     | 2     | 0          | 1          | 0          | 1          | 0          | 1          | 5    | 7    | 0.714 | 256    | 267    | 0.959  |
| 4   | Polônia | 2   | 3     | 0     | 3     | 0          | 0          | 0          | 2          | 1          | 0          | 5    | 9    | 0.556 | 286    | 301    | 0.950  |

| Data  | Hora  |            | Placar |           | Set 1 | Set 2 | Set 3 | Set 4 | Set 5 | Total   | Relatório |
| ----- | ----- | ---------- | ------ | --------- | ----- | ----- | ----- | ----- | ----- | ------- | --------- |
| 4 jan | 16:30 | Polônia    | 2–3    | ' Rússia' | 25–19 | 25–18 | 22–25 | 14–25 | 10–15 | 96–102  | 96–102    |
| 5 jan | 14:00 | Itália     | 1–3    | ' Rússia' | 16–25 | 25–23 | 19–25 | 21–25 |       | 81–98   | 81–98     |
| 5 jan | 16:30 | 'Bélgica ' | 3–1    | Polônia   | 25–19 | 16–25 | 27–25 | 25–18 |       | 93–87   | 93–87     |
| 6 jan | 14:00 | Bélgica    | 2–3    | ' Itália' | 25–16 | 23–25 | 25–22 | 17–25 | 15–17 | 105–105 | 105–105   |
| 7 jan | 14:00 | 'Rússia '  | 3–0    | Bélgica   | 25–19 | 25–22 | 25–17 |       |       | 75–58   | 75–58     |
| 7 jan | 19:30 | 'Itália '  | 3–2    | Polônia   | 25–18 | 25–22 | 22–25 | 19–25 | 15–13 | 106–103 | 106–103   |

## Fase Final

### Semifinais
| Data  | Hora  |                  | Placar |         | Set 1 | Set 2 | Set 3 | Set 4 | Set 5 | Total | Relatório |
| ----- | ----- | ---------------- | ------ | ------- | ----- | ----- | ----- | ----- | ----- | ----- | --------- |
| 8 jan | 16:30 | 'Países Baixos ' | 3–0    | Itália  | 25–23 | 25–21 | 25–19 |       |       | 75–63 | 75–63     |
| 8 jan | 19:30 | 'Rússia '        | 3–1    | Turquia | 21–25 | 25–18 | 25–12 | 25–20 |       | 96–75 | 96–75     |

### Terceiro lugar
| Data  | Hora  |         | Placar |           | Set 1 | Set 2 | Set 3 | Set 4 | Set 5 | Total  | Relatório |
| ----- | ----- | ------- | ------ | --------- | ----- | ----- | ----- | ----- | ----- | ------ | --------- |
| 9 jan | 16:30 | Turquia | 2–3    | ' Itália' | 23–25 | 25–19 | 23–25 | 25–15 | 13–15 | 109–99 | 109–99    |

### Final
| Data  | Hora  |           | Placar |               | Set 1 | Set 2 | Set 3 | Set 4 | Set 5 | Total | Relatório |
| ----- | ----- | --------- | ------ | ------------- | ----- | ----- | ----- | ----- | ----- | ----- | --------- |
| 9 jan | 19:30 | 'Rússia ' | 3–1    | Países Baixos | 25–21 | 22–25 | 25–19 | 25–20 |       | 97–85 | 97–85     |

## Classificação final
| Rank | Team          |
| ---- | ------------- |
| 1    | Rússia        |
| 2    | Países Baixos |
| 3    | Itália        |
| 4    | Turquia       |
| 5    | Alemanha      |
| 6    | Bélgica       |
| 7    | Polônia       |
| 8    | Croácia       |

|  | Qualificado para a Olimpíada Rio 2016      |
|  | Qualificados para o Pré-Olímpico Mundial I |

## Prêmios individuais
| MVP (Most Valuable Player) | Nataliya Obmochaeva | Rússia        |
| Oposta                     | Lonneke Slöetjes    | Países Baixos |
| 1ª Ponteira                | Paola Egonu         | Itália        |
| 2ª Ponteira                | Neriman Özsoy       | Turquia       |
| 1ª Central                 | Robin de Kruijf     | Países Baixos |
| 2ª Central                 | Kübra Akman         | Turquia       |
| Líbero                     | Stefania Sansonna   | Itália        |
| Levantadora                | Evgeniya Startseva  | Rússia        |